# Вільшана (Куп'янський район)
Вільша́на — село в Україні, у Дворічанській селищній громаді Куп'янського району Харківської області. Населення становить 1500 осіб.
Село тимчасово окуповане російськими військами 24 лютого 2022 року.

## Географія
Село Вільшана знаходиться на обох берегах річки Вільшана, у її витоків, річка через 5 км впадає в річку Оскіл, село витягнуто вздовж русла на 9 км, до села примикає великий лісовий масив (сосна), на відстані 2 км розташовані села Лиман Перший і Синьківка (зняте з обліку). За 4 км знаходиться залізнична станція Мовчанове.

## Історія
Село вперше згадується 1822 року. 
7 (20) листопада 1917 року, відповідно до.Третього Універсалу Української Центральної Ради, увійшло до складу Української Народної Республіки.
В 20-их роках XIX століття в офіційних документах слобода називалася Нововільшана, а пізніше Вільшана.
Село постраждало внаслідок геноциду українського народу, проведеного урядом СССР в 1932—1933 роках, кількість встановлених жертв в Дворічному, Будьонівці, Великих Подвірках, Малих Подвірках, Вільшанах, Западному, Ломачному, Раковій, Сагунівці, Червоній Долині, Шевченківській громаді — 113 людей.
12 червня 2020 року, відповідно до Розпорядження Кабінету Міністрів України  № 725-р «Про визначення адміністративних центрів та затвердження територій територіальних громад Харківської області», увійшло до складу Дворічанської селищної громади.
19 липня 2020 року, в результаті адміністративно - територіальної реформи та ліквідації Дворічанського району, село увійшло до складу Куп'янського району Харківської області.

## Населення

### Мова
Розподіл населення за рідною мовою за даними перепису 2001 року:
| Мова       | Кількість | Відсоток |
| ---------- | --------- | -------- |
| українська | 1395      | 93.00%   |
| російська  | 98        | 6.53%    |
| білоруська | 3         | 0.20%    |
| вірменська | 3         | 0.20%    |
| румунська  | 1         | 0.07%    |
| Усього     | 1500      | 100%     |

## Економіка
- Молочно-товарна ферма.
- Птахоферма.
- Машинно-тракторні майстерні.
- Приватне сільськогосподарське підприємство «Вільшанське».
- Пекарня.
- Пилорама.
- Ветеринарна лікарня.

## Соціальні об'єкти
- Школа.
- Дитячий садок.
- Лікарня.
- Бібліотека.
- Клуб.

## Визначні пам'ятки
- Православний храм Вознесіння Господнього.
- Братська могила вояків Червоної армії. Поховано 24 вояки.

## Відомі люди
- Гайворонська Ганна Андріївна — українська поетеса, греко-католицька черниця.
- Колесник Микола Микитович (1904-1998) - вчений-генетик, професор, талановитий викладач вищої школи.